# Zámek Loches
Zámek Loches je zámek na skále na levém břehu Indre, přítoku Loiry v obci Loches v departementu Indre-et-Loire, region Centre-Val de Loire.
Komplex sestávající ze tří budov, s jedním z nejstarších donjonů ve Francii, patří k nejlépe zachovaným středověkým architektonickým komplexům.

## Historie
V roce 1508 zde zemřel bývalý milánský vévoda Lodovico Sforza (1452–1508), jehož ve zdejším podzemí věznil francouzský král Ludvík XII.

## Historická památka
Kostel patřící k zámku byl již v roce 1840 jako historická památka zařazen mezi památkově chráněné objekty, v roce 1862 následoval donjon a v roce 1886 celý areál.
I když se zámek nenachází přímo v údolí Loiry, je počítán k zámkům na Loiře.